# Despirus parvulus
Genre
Synonymes
- Ibarroides Mello-Leitão, 1932
- Segadasius Mello-Leitão, 1949

Espèce
Synonymes
- Discocyrtus parvulus Roewer, 1927
- Ibarroides minutus Mello-Leitão, 1932
- Discocyrtoides granulosus Mello-Leitão, 1936
- Segadasius monticola Mello-Leitão, 1949

Despirus parvulus, unique représentant du genre Despirus, est une espèce d'opilions laniatores de la famille des Gonyleptidae.

## Distribution
Cette espèce est endémique de l'État de Rio de Janeiro au Brésil. Elle se rencontre vers Teresópolis, Petrópolis et Rio de Janeiro.

## Description
Le mâle syntype mesure 5 mm et la femelle syntype 5 mm.

## Systématique et taxinomie
Cette espèce a été décrite sous le protonyme Discocyrtus parvulus par Roewer en 1927. Elle est placée dans le genre Despirus par Roewer en 1929.

## Publications originales
- Roewer, 1927 : « Brasilianische Opilioniden, gesammelt von Herrn Prof. Bresslau in Jahre 1914. » Abhandlungen der Senckenbergischen Naturforschenden Gesellschaft, vol. 40, no 3, p. 333-352.
- Roewer, 1929 : « Weitere Weberknechte III. (3. Ergänzung der: "Weberknechte der Erde", 1923). » Abhandlungen der Naturwissenschaftlichen Verein zu Bremen, vol. 27, p. 179–284.